# New Video
New Video (également écrit NEWVIDEO) est une compagnie de divertissements américaine indépendante, travaillant aux côtés de producteurs, réalisateurs, et de chaînes de télévision. Elle distribue ses produits sous nombreux formats incluant vidéo à la demande, ventes numériques, Blu-ray, DVD, et parutions cinéma. Depuis 2012, New Video se lance dans la distribution de séries télévisées et de films pour A&E Home Entertainment, dont A&E, History, et Lifetime.

## Histoire
New Video est le distributeur du film à succès Hell and Back Again nommé à la 84e cérémonie des Oscars en 2012, et des films Gasland (2011 ; nommé à la 83e cérémonie des Oscars, Waste Land et Restrepo sous format numérique. En 2011, New Video se lance dans un partenariat avec China Lion pour la distribution de films sino-japonais en Amérique du Nord. Les présidents de New Video Susan Margolin et Steve Savage ont été mis à l'honneur et récompensés aux Producers Guild of America et dans le magazine Variety. Le prix reconnaît ceux qui ont mis à contributions lors efforts aux avancés du divertissement numérique. Début 2012, New Video annonce un partenariat de distribution avec Cinedigm Entertainment Group. En 2013, New Video rachète Gaiam Vivendi Entertainment.

## Services
New Video Digital et le plus grand distributeur indépendant de divertissement multimédia numérique au monde. Il dispose de plus de 10 000 heures de films et de séries télévisées à télécharger sur des sites Internet tels que Netflix, iTunes, et Hulu.